# Цырулев, Александр Васильевич
Александр Васильевич Цырулев (1895—1959) — советский военачальник, генерал-майор авиации.

## Биография
С октября 1918 по июль 1919 года обучался на 1-х военно-железнодорожных курсах. С июля 1919 по ноябрь 1920 года в должности помощника командира взвода служил в запасном железнодорожном батальоне. В ноябре 1920 года — феврале 1921 года обучался в Военно-инженерной академии. В марте—апреле 1921 года в должности командира взвода 3-го курсантского полка участвовал в подавлении Кронштадтского мятежа. В 1921—1922 годах обучался в военной школе летчиков-наблюдателей. После окончания обучения служил в 1922—1923 годах летчиком-наблюдателем штаба Воздушных сил Балтийского моря. В феврале—июле 1923 года служил летчиком-наблюдателем 1-го морского истребительного отряда Воздушных сил Балтийского моря. В июле—ноябре 1923 года и в июне—августе 1924 года служил летчиком-наблюдателем 1-го морского разведывательного отряда Воздушных сил Балтийского моря. В августе 1924 года — сентябре 1925 года занимал должность помощника командира 1-го морского разведывательного отряда Воздушных сил Балтийского моря. В сентябре 1925 года — мае 1926 года обучался в Военной школе летчиков-наблюдателей им. К. Е. Ворошилова. В августе 1926 года — апреле 1927 года временно исполнял должность командира звена 51-го отдельного авиаотряда. В апреле—августе 1927 года исполнял должность командира и комиссара 51-го отдельного авиаотряда. В августе 1927 года — мае 1928 года занимал должность помощника по специальной службе начальника штаба ВВС Балтийского моря. В 1928—1929 годах командовал 66-м отдельным морским разведывательным отрядом. В 1929—1930 годах обучался на шестимесячных КУВНАС при Военно-морской академии Рабоче-Крестьянского флота. В 1930-1931 годах занимал должность командира и комиссара 72-го авиапарка. 
В 1931—1932 годах занимал должность заместителя начальника 3-го сектора Учебно-строевого управления УВМС РККА. В 1932—1935 годах занимал должность помощника начальника 2-го сектора Учебно-строевого управления УВМС РККА. В 1935—1936 годах занимал должность начальника 8-го отделения 5-го отдела Учебно-строевого управления УВМС РККА. 
В 1936—1938 годах полковник Цырулев занимал должность начальника штаба Военной школы лётчиков и лётчиков-наблюдателей  морской и сухопутной авиации им. И. В. Сталина. С мая 1938 года по июнь 1941 года и с мая 1942 года по июль 1953 года командовал Военно-морским авиационно-техническим училищем им. В. М. Молотова. 26 апреля 1940 года присвоено звание комбрига, 4 июня 1940 года — звание генерал-майора авиации. В 1941—1942 годах занимал должность помощника начальника ВВС ВМФ по личному составу. В августе 1943 — апреле 1944 года обучался на Высших академических курсах усовершенствования ВВС и ПВО при ВМА имени К. Е. Ворошилова.